# Life:)
life:) — белорусский оператор сотовой связи. Предоставляет услуги связи стандарта GSM 900/1800, UMTS 900/2100 (WCDMA/HSDPA/HSUPA/HSPA+) и 4G (через сеть beCloud), третий по численности абонентов оператор сотовой связи Беларуси. Полноправным владельцем ЗАО «Белорусская сеть телекоммуникаций» является турецкий оператор сотовой связи Turkcell.

## История
ЗАО «Белорусская сеть телекоммуникаций» (БеСТ) было зарегистрировано 5 ноября 2004 года. 24 марта 2005 года оно получило лицензию на предоставление услуг связи стандарта GSM, само подключение абонентов началось 21 декабря 2005 года.
В ноябре 2007 года компания провела ребрендинг: изменила логотип, ввела новые тарифы и предоставила новый слоган «Свой среди своих».
В декабре 2008 года компания произвела очередной ребрендинг и начала оказывать услуги под торговой маркой life:), используемой дочерней компанией Turkcell на Украине. Слоган компании стал «Возможно всё».
В ноябре 2009 года life:) первым в стране приступил к оказанию услуг связи стандарта 3G, а с марта 2010 года — начал использовать сеть 3.75G (HSPA+).
В феврале 2011 года life:) объявил о начале тестирования технологии LTE (4G).
23 мая 2012 года life:) запустил уникальную для страны программу лояльности «my life:)», позволяющую получать GSM-бонусы и значительные скидки на различные мероприятия и покупки. Через год, 11 июня 2013 года, программа официально была названа «Лучшей программой лояльности в регионе Восточная Европа» на церемонии вручения наград самого престижного мирового конкурса в области различных программ лояльности The Loyalty Awards.
В ноябре 2012 года life:) предложил своим абонентам новую линейку тарифных планов «ЙО» в комплекте с набором полезных услуг .
В феврале 2014 года компания впервые в Беларуси запустила систему «SMS-билет» — электронный аналог существующего жетона на одну поездку в метро, которым можно воспользоваться при помощи мобильного телефона. Просуществовала услуга до сентября 2017 года.
Весной 2014 года life:) запустил новую кампанию под названием «life:) Большая сеть». «Большая сеть» — это все абоненты мобильной связи Беларуси.
В апреле 2014 года компания предложила своим абонентам новую линейку тарифных планов «XS», «S», «M», «L» и «XL», разработанную с учётом актуальных потребностей и новейших тенденций на рынке мобильной связи.
17 декабря 2015 года была введена новая линейка тарифов.
В августе 2016 life:) приступил к оказанию услуг связи стандарта LTE (4G).
13 апреля 2017 года оператор открыл бесплатный доступ к Facebook и TUT.BY для своих абонентов. Суть проекта в следующем: на специальной странице www.0.freebasics.com все абоненты life:) могут бесплатно читать новости, узнавать погоду, знакомиться с различными статьями о здоровье, образовании и многом другом.
20 сентября 2018 года оператор объявил об обновлении визуального стиля. Фирменными цветами компании вместо красного и белого стали ярко-синий и жёлтый.
Сегодня вместе со стандартными телекоммуникационными услугами — мобильным интернетом и связью — оператор предлагает абонентам самый широкий спектр цифровых сервисов: мессенджер BIP, мобильное телевидение TV+, сервис для изучения иностранных языков Busuu, сервисы Яндекс Плюс и Яндекс Гео, диджитал-библиотека Литрес, Журналы, Smartbooks, облачная платформа Game+, каталог с играми и приложениями AppsClub и KidsClub, сервис по безопасности детей в интернете Kaspersky Safe Kids.
Во время COVID-19 оператор реализовал несколько важных общественно-значимых инициатив:
- поддержал всех медицинских работников 1500 бесплатных минут во все сети и 150 ГБ трафика;
- первым в стране для всех абонентов сделали бесплатными звонки на линии посольств Беларуси за рубежом и телефоны горячих линий Минздрава;
- для пожилых людей открыл бесплатные звонки на горячую линию Красного Креста;
- оператор сделал бесплатными звонки на линию для пострадавших от домашнего насилия.

30 июля 2020 года оператор первым в стране запустил дистанционную активацию сим-карт.
30 декабря 2020 года оператор запустил поддержку eSIM.
4 мая 2021 года life:) первым в Беларуси запустил бесконтактный перенос номера в свою сеть. Теперь пользователям необязательно посещать салон, достаточно купить сим-карту в интернет-магазине оператора или же у партнёров (более 900 торговых точек по всей Беларуси. Стойки с сим-картами расположены возле касс и в бренд-зонах оператора) и активировать в приложении «life:) Регистрация», выбрав пункт «Перенести свой номер», процедура занимает 24 часа, на это время даётся временный номер.
25 августа 2021 года оператор стал первым в Беларуси, запустившим полностью удалённое подключение на тарифы c eSIM. Оформить eSIM и выбрать тариф можно не выходя из дома — в приложении «life:) Регистрация».
В мае 2022 года мобильный оператор запустил линейку тарифов «Бесконечный». Тарифы включают безлимитный интернет с премиум-трафиком от 15 до 100 ГБ, Безлимит ГБ на неограниченной скорости, а также 400, 600 минут или безлимит звонков в сети других операторов.

## Собственники и руководство
Учредителями ЗАО являлись научно-исследовательское республиканское унитарное предприятие «НИИ средств автоматизации» и республиканское унитарное предприятие «Белтелеком» с долями в уставном фонде 75 % и 25 % соответственно. Оба учредителя — государственной формы собственности.
29 июля 2008 года турецкая телекоммуникационная компания Turkcell подписала соглашение о приобретении 80 % акций ЗАО «Белорусская сеть телекоммуникаций» за 600 млн долларов США. Доля акций компании «БеСТ» приобретена у Госкомимущества Беларуси (учредители компании безвозмездно передали ему право управления акциями).
С 10 декабря 2022 года материнская компания Turkcell докупила 20 % акций у государства, тем самым полностью поглотила оператора и стала его полноправным владельцем.
Первый директор — Демченко Михаил Дмитриевич. C 12 ноября 2018 года генеральным директором компании является Эрдал Яйла.

## Статистика
На 16 ноября 2023 года услугами мобильной связи компании пользовались 1,5 млн абонентов (1,2 млн активных пользователей). Сетью 4G пользуются 82 % активных абонентов.
По состоянию на ноябрь 2023 года сеть 2G life:) охватывает 93 % территории страны, на которой проживает около 99,8 % населения страны. Сеть 3G life:) охватывает 24 % территории страны, на которой проживает около 87,6 % населения страны.
Cеть 4G от оператора теперь доступна более чем в 20 000 городах, сёлах, деревнях, агрогородках страны для 97,4% белорусов. С февраля 2023 года life:) расширяет 4G в Гродненской области и до конца 2023-го произведет расширение покрытия сетью связи 4-го поколения последнюю из 6-ти областей. Ранее life:) расширил покрытие 4G базовыми станциями стандарта LTE-800 в Гомельской, Могилевской, Витебской, Минской и Брестской областях.
Сеть life:) в Беларуси обслуживают более 2300 базовых станций стандарта 2G/3G и более 4000 — 4G.
Клиенты компании могут пользоваться услугой международного роуминга в 115 странах мира. life:) имеет 10 собственных центров обслуживания по всей Беларуси. Дилерская сеть на территории Беларуси насчитывает 117 эксклюзивных пунктов продаж, порядка 135 пунктов продаж, около 170 официальных представителей компании (дилеров), 2.256 торговых точек, осуществляющих продажу комплектов life:) для саморегистрации.
Салоны life:) присутствуют в 120 городах страны.

## Номерная ёмкость
Оператор life:) выдаёт номера с сетевым кодом 25. Телефонные номера в международном формате: +375 25 ххх хх хх.
В связи с вводом в Беларуси услуги «Полный перенос номера» (MNP) номера абонентов могут принимать ещё значения: +375 29 xxx xx xx, +375 33 xxx xx xx, +375 44 xxx xx xx.

## Критика
В день выборов в Беларуси (9 августа 2020 года), а также в следующие несколько дней доступ в интернет через мобильную связь life:) был ограничен, наблюдались серьёзные затруднения.
Во время протестных акций в Минске с августа 2020 года life:) ограничивает доступ в интернет, ссылаясь на меры, принятые уполномоченными государственными органами для обеспечения национальной безопасности. Веерные отключения интернета во время протестных акций продолжались до конца года.